# Tratado legal
Un tratado legal es una publicación legal académica que contiene toda la ley relacionada con un área en particular, como derecho penal o fideicomisos y sucesiones. No existe un uso fijo de lo que los libros califican como un "tratado legal", y el término se usa ampliamente para definir libros escritos para abogados y jueces en ejercicio, libros de texto para estudiantes de derecho y textos explicativos para laicos. El tratado generalmente puede estar encuadernado en hojas sueltas con anillos o postes para que el suscriptor pueda agregar actualizaciones a las leyes cubiertas por el tratado y anotadas por el editor al tratado legal.
Los tratados legales son una autoridad secundaria y pueden servir como un punto de partida útil para la investigación legal, particularmente cuando el investigador no está familiarizado con un área particular del derecho. Los abogados comúnmente usan tratados legales para revisar la ley y actualizar su conocimiento de la autoridad primaria pertinente, a saber, jurisprudencia, estatutos y reglamentos administrativos.
En las facultades de derecho, los tratados a veces se utilizan como materiales de estudio adicionales, ya que los tratados a menudo cubren temas legales con un mayor nivel de detalle que la mayoría de los libros de casos. Los estudiantes de derecho estadounidenses emplean ciertos tratados, llamados hornbooks, como suplementos a los libros de casos. Los hornbooks suelen ser un volumen, a veces una versión más breve de un tratado más largo de varios volúmenes escrito por un erudito legal reconocido.